# Joe Hart
Charles Joseph John "Joe" Hart (Shrewsbury, 1987. április 19. –) angol labdarúgó, jelenleg a Celtic játékosa. Angol válogatott kapus.

## Pályafutása

### Shrewsbury Town
Hart az Oxon Általános Iskolába, majd a Meole Brace Középiskolába járt. 2003. február 1-jén, még 11. osztályos tanulóként került be először a Shrewsbury Town keretébe egy Exeter City elleni meccsre. Pontosan egy hónappal később a Rochdale ellen is leülhetett a kispadra, de beállnia itt sem kellett. A szezon végén a Shrewsbury kiesett az ötödosztályba. Hart 2004. április 20-án, egy nappal 17. születésnapja után mutatkozhatott be a felnőttek között a Gravesend & Northfleet ellen. Négy nappal később, a Morecambe ellen három gólt kapott.
Hart ezután 2005 áprilisáig nem játszott, mivel Scott Howie volt a csapat első számú kapusa. A Shrewsbury visszajutott a negyedosztályba, ahol Hart hat meccsen kapott lehetőséget, ezek alatt négy gólt kapott.
A 2005/06-os szezonra már ő lett a gárda első számú kapusa, megkapta az 1-es számú mezt is. Ő védett mind a 46 bajnoki meccsen. 55 gólt kapott, tehát átlagosan meccsenként több, mint egyszer mattolták, de így is bekerült az U19-es válogatottba, ahol csereként pályára is léphetett Lengyelország ellen 2005 októberében.
Hartot több Premier League-ben szereplő csapat is figyelte. 2005. november 30-án a Shrophire Star nevű lapban megjelent hírek szerint az Everton kapusedzője, Chris Woods is jelen volt azon a meccsen, melyen a Shrewsbury 4–3-ra kikapott a Rochdale-től. A Shrewbury Town mestere, Gary Peters így nyilatkozott: "Valóban figyeli az Everton, de ugyanez elmondható az Arsenalról, a Chelsea-ről és több más Premiershipben szereplő csapatról."
A találgatások a szezon vége felé egyre csak erősödtek és egy hamarosan a Manchester City lett az egyik legfőbb esélyes a megszerzésére, mivel a csapat kapusedzője, Tim Flowers több meccsen is megjelent.
2006. február 7-én a szakírók és a szurkolók őt választották a negyedosztály legjobb kapusának, később a játékosok is őt szavazták meg legjobbnak.

### Manchester City
Hart éppen Belgiumban edzett az U19-es válogatott többi tagjával, mikor kiderült, hogy a Manchester Cityhez igazolt. 2006. május 22-én a manchesteriek 600 000 fontot fizettek a kapusért a Shrewsbury Townnak. Október 14-én mutatkozhatott be a Premier League-ben egy Sheffield United elleni meccsen, mivel Andreas Isaksson és Nicky Weaver is sérült volt. A találkozón Hart nem kapott gólt. Ebben a szezonban négyszer védhetett az élvonalban és háromszor megóvta a kapuját a góltól.

### Kölcsönben a Tranmere Roversnél és a Blackpoolnál
Hart 2007 első hónapját kölcsönben a Tranmere Roversnél töltötte, ahol 6 meccsen védett és 8 gólt kapott. Áprilisban a Blackpool vette kölcsön, miután Rhys Evans, Paul Rachubka és Lewis Edge is megsérült. Először 2007. április 9-én lépett pályára a csapatban és nem kapott gólt. A Blackpool mind az öt meccset megnyerte, melyen Hart védett.

### Ismét a Manchester Cityben
Miután visszatért a Manchester Cityhez a Blackpooltól, az akkori menedzser, Sven-Göran Eriksson őt tette meg első számú kapussá. A Newcastle United elleni teljesítménye után a mester azt mondta, ő az egyik legtehetségesebb angol kapus, akit valaha látott. Egy hónappal később, 2008. június 1-jén mutatkozhatott be az angol válogatottban Trinidad és Tobagó ellen.
Andreas Isaksson távozása után ő kapta meg az 1-es számú mezt.

### Burnley
2018. augusztus 7-én a Burnley hivatalos oldalán jelentette be, hogy két évre szerződtették és a 20-as mezszámot kapta meg.

### Tottenham Hotspur
Miután Hart szerződése a Burnleynél lejárt, szabadon igazolhatóvá vált. Új klubja pedig a Tottenham lett. Csapatánál még bajnokin se lépett pályára ezért 2021 nyarán a skót Celtichez igazolt.

### Celtic
2021. augusztus 3-án három évre írt alá a Celtic csapatához. A skót csapatnál Hart kezdõ kapus lett, és ott a 15-ös mezszámot viseli.

### A válogatottban
Az U21-es válogatott szövetségi kapitánya, Stuart Pearce Hartot is behívta a 2007-es U21-es Eb-re. A torna előtti utolsó barátságos meccsen, Szlovákia ellen végig a pályán volt, az angolok 5–0-ra nyertek. Az U21-es Eb-n végig Scott Carson védett. Hart a 2009-es U21-es Eb végéig szerepelhet az U21-es angol válogatottban.
Fabio Capello behívta a felnőtt válogatottba az Egyesült Államok és a Trinidad és Tobagó elleni barátságos meccsekre. Az Egyesült Államok ellen végig a kispadon ült, de Trinidad és Tobagó ellen a félidőben beállhatott David James helyére. Nem volt sok védeni valója, a Háromoroszlánosok végül 3–0-ra nyertek.

## Sikerei, díjai

### Manchester City
- Premier League: 2011–2012, 2013–2014
- FA Kupa: 2011
- Angol labdarúgó-ligakupa: 2013–2014, 2015–2016

### Egyéni
- Premier League Aranykesztyű: 2010–11, 2011–12, 2012–13, 2014–15